# 圣西尔格 (塔恩省)
圣西尔格（法語：Saint-Cirgue，法語發音：[sɛ̃ siʁɡ]）是法国奧克西塔尼大區塔恩省的一个市镇，属于阿尔比区。

## 地理
圣西尔格（43°57'55"N, 2°22'15"E）面积18.7 平方千米，位于法国奧克西塔尼大區塔恩省，该省份为法国南部内陆省份，北起顺时针与阿韦龙省、埃罗省、奥德省、上加龙省和塔恩-加龙省接壤。
与圣西尔格接壤的市镇（或旧市镇、城区）包括：瓦朗斯达尔比茹瓦、昂比亚莱、阿萨克、库里斯、圣于连-戈莱讷、圣米歇尔拉巴迪耶、塞雷纳克。

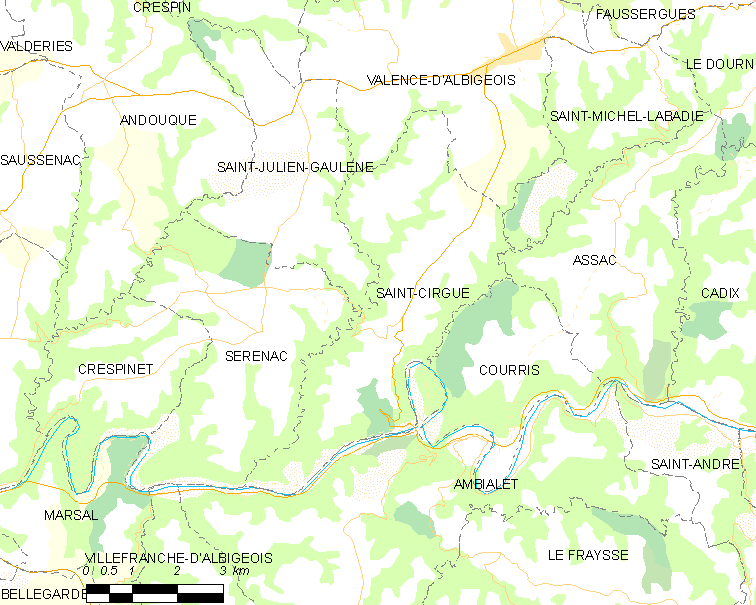
的OSM定位图

圣西尔格的时区为UTC+01:00、UTC+02:00（夏令时）。

## 行政
圣西尔格的邮政编码为81340，INSEE市镇编码为81247。

## 政治
圣西尔格所属的省级选区为卡尔莫第一县。

## 人口

1962-2008年间人口变化图示

圣西尔格于2022年1月1日时的人口数量为219人。